# Lisieux (quận)
Quận Lisieux là một quận của Pháp, nằm ở tỉnh Calvados, trong vùng Normandie. Quận này có 13 tổng và 204 xã.

## Các đơn vị hành chính

### Các tổng
Các tổng của quận Lisieux là: 
1. Blangy-le-Château
2. Cambremer
3. Dozulé
4. Honfleur
5. Lisieux - Tổng thứ nhất
6. Lisieux - Tổng thứ nhì
7. Lisieux - Tổng thứ ba
8. Livarot
9. Mézidon-Canon
10. Orbec
11. Pont-l'Évêque
12. Saint-Pierre-sur-Dives
13. Trouville-sur-Mer

### Các xã
Các xã của quận Lisieux là: 
| 1. Ablon (14001)                         | 2. Angerville (14012)                                  | 3. Annebault (14016)                      | 4. Auberville (14024)                  |
| 5. Auquainville (14028)                  | 6. Auvillars (14033)                                   | 7. Barneville-la-Bertran (14041)          | 8. Basseneville (14045)                |
| 9. Beaufour-Druval (14231)               | 10. Beaumont-en-Auge (14055)                           | 11. Bellou (14058)                        | 12. Benerville-sur-Mer (14059)         |
| 13. Beuvillers (14069)                   | 14. Beuvron-en-Auge (14070)                            | 15. Bissières (14075)                     | 16. Biéville-Quétiéville (14527)       |
| 17. Blangy-le-Château (14077)            | 18. Blonville-sur-Mer (14079)                          | 19. Boissey (14081)                       | 20. Bonnebosq (14083)                  |
| 21. Bonneville-la-Louvet (14085)         | 22. Bonneville-sur-Touques (14086)                     | 23. Bourgeauville (14091)                 | 24. Branville (14093)                  |
| 25. Bretteville-sur-Dives (14099)        | 26. Brucourt (14110)                                   | 27. Cambremer (14126)                     | 28. Canapville (14131)                 |
| 29. Castillon-en-Auge (14141)            | 30. Cernay (14147)                                     | 31. Cerqueux (14148)                      | 32. Cheffreville-Tonnencourt (14155)   |
| 33. Clarbec (14161)                      | 34. Coquainvilliers (14177)                            | 35. Corbon (14178)                        | 36. Cordebugle (14179)                 |
| 37. Coudray-Rabut (14185)                | 38. Coupesarte (14189)                                 | 39. Courtonne-la-Meurdrac (14193)         | 40. Courtonne-les-Deux-Églises (14194) |
| 41. Cresseveuille (14198)                | 42. Cricquebœuf (14202)                                | 43. Cricqueville-en-Auge (14203)          | 44. Croissanville (14208)              |
| 45. Crèvecœur-en-Auge (14201)            | 46. Danestal (14218)                                   | 47. Deauville (14220)                     | 48. Dives-sur-Mer (14225)              |
| 49. Douville-en-Auge (14227)             | 50. Dozulé (14229)                                     | 51. Drubec (14230)                        | 52. Englesqueville-en-Auge (14238)     |
| 53. Familly (14259)                      | 54. Fauguernon (14260)                                 | 55. Fervaques (14265)                     | 56. Fierville-les-Parcs (14269)        |
| 57. Firfol (14270)                       | 58. Formentin (14280)                                  | 59. Fourneville (14286)                   | 60. Friardel (14292)                   |
| 61. Fumichon (14293)                     | 62. Genneville (14299)                                 | 63. Gerrots (14300)                       | 64. Glanville (14302)                  |
| 65. Glos (14303)                         | 66. Gonneville-sur-Honfleur (14304)                    | 67. Gonneville-sur-Mer (14305)            | 68. Goustranville (14308)              |
| 69. Grandchamp-le-Château (14313)        | 70. Grangues (14316)                                   | 71. Hermival-les-Vaux (14326)             | 72. Heuland (14329)                    |
| 73. Heurtevent (14330)                   | 74. Hiéville (14331)                                   | 75. Honfleur (14333)                      | 76. Hotot-en-Auge (14335)              |
| 77. Houlgate (14338)                     | 78. L'Hôtellerie (14334)                               | 79. L'Oudon (14697)                       | 80. La Boissière (14082)               |
| 81. La Brévière (14105)                  | 82. La Chapelle-Haute-Grue (14153)                     | 83. La Chapelle-Yvon (14154)              | 84. La Croupte (14210)                 |
| 85. La Folletière-Abenon (14273)         | 86. La Houblonnière (14337)                            | 87. La Rivière-Saint-Sauveur (14536)      | 88. La Roque-Baignard (14541)          |
| 89. La Vespière (14740)                  | 90. Le Breuil-en-Auge (14102)                          | 91. Le Brévedent (14104)                  | 92. Le Faulq (14261)                   |
| 93. Le Fournet (14285)                   | 94. Le Mesnil-Bacley (14414)                           | 95. Le Mesnil-Durand (14418)              | 96. Le Mesnil-Eudes (14419)            |
| 97. Le Mesnil-Germain (14420)            | 98. Le Mesnil-Guillaume (14421)                        | 99. Le Mesnil-Mauger (14422)              | 100. Le Mesnil-Simon (14425)           |
| 101. Le Mesnil-sur-Blangy (14426)        | 102. Le Pin (14504)                                    | 103. Le Pré-d'Auge (14520)                | 104. Le Theil-en-Auge (14687)          |
| 105. Le Torquesne (14694)                | 106. Les Autels-Saint-Bazile (14029)                   | 107. Les Authieux-Papion (14031)          | 108. Les Authieux-sur-Calonne (14032)  |
| 109. Les Monceaux (14435)                | 110. Les Moutiers-Hubert (14459)                       | 111. Lessard-et-le-Chêne (14362)          | 112. Lisieux (14366)                   |
| 113. Lisores (14368)                     | 114. Livarot (14371)                                   | 115. Léaupartie (14358)                   | 116. Lécaude (14359)                   |
| 117. Magny-le-Freule (14387)             | 118. Manerbe (14398)                                   | 119. Manneville-la-Pipard (14399)         | 120. Marolles (14403)                  |
| 121. Meulles (14429)                     | 122. Mittois (14433)                                   | 123. Monteille (14444)                    | 124. Montreuil-en-Auge (14448)         |
| 125. Montviette (14450)                  | 126. Moyaux (14460)                                    | 127. Méry-Corbon (14410)                  | 128. Mézidon-Canon (14431)             |
| 129. Norolles (14466)                    | 130. Notre-Dame-d'Estrées (14474)                      | 131. Notre-Dame-de-Courson (14471)        | 132. Notre-Dame-de-Livaye (14473)      |
| 133. Orbec (14478)                       | 134. Ouilly-du-Houley (14484)                          | 135. Ouilly-le-Vicomte (14487)            | 136. Ouville-la-Bien-Tournée (14489)   |
| 137. Pennedepie (14492)                  | 138. Percy-en-Auge (14493)                             | 139. Pierrefitte-en-Auge (14500)          | 140. Pont-l'Évêque (14514)             |
| 141. Préaux-Saint-Sébastien (14518)      | 142. Prêtreville (14522)                               | 143. Putot-en-Auge (14524)                | 144. Périers-en-Auge (14494)           |
| 145. Quetteville (14528)                 | 146. Repentigny (14533)                                | 147. Reux (14534)                         | 148. Rocques (14540)                   |
| 149. Rumesnil (14550)                    | 150. Saint-André-d'Hébertot (14555)                    | 151. Saint-Arnoult (14557)                | 152. Saint-Benoît-d'Hébertot (14563)   |
| 153. Saint-Cyr-du-Ronceray (14570)       | 154. Saint-Denis-de-Mailloc (14571)                    | 155. Saint-Désir (14574)                  | 156. Saint-Gatien-des-Bois (14578)     |
| 157. Saint-Georges-en-Auge (14580)       | 158. Saint-Germain-de-Livet (14582)                    | 159. Saint-Germain-de-Montgommery (14583) | 160. Saint-Hymer (14593)               |
| 161. Saint-Jean-de-Livet (14595)         | 162. Saint-Jouin (14598)                               | 163. Saint-Julien-de-Mailloc (14599)      | 164. Saint-Julien-le-Faucon (14600)    |
| 165. Saint-Julien-sur-Calonne (14601)    | 166. Saint-Laurent-du-Mont (14604)                     | 167. Saint-Loup-de-Fribois (14608)        | 168. Saint-Léger-Dubosq (14606)        |
| 169. Saint-Martin-aux-Chartrains (14620) | 170. Saint-Martin-de-Bienfaite-la-Cressonnière (14621) | 171. Saint-Martin-de-Mailloc (14626)      | 172. Saint-Martin-de-la-Lieue (14625)  |
| 173. Saint-Martin-du-Mesnil-Oury (14633) | 174. Saint-Michel-de-Livet (14634)                     | 175. Saint-Ouen-le-Houx (14638)           | 176. Saint-Ouen-le-Pin (14639)         |
| 177. Saint-Philbert-des-Champs (14644)   | 178. Saint-Pierre-Azif (14645)                         | 179. Saint-Pierre-de-Mailloc (14647)      | 180. Saint-Pierre-des-Ifs (14648)      |
| 181. Saint-Pierre-sur-Dives (14654)      | 182. Saint-Samson (14657)                              | 183. Saint-Vaast-en-Auge (14660)          | 184. Saint-Étienne-la-Thillaye (14575) |
| 185. Sainte-Foy-de-Montgommery (14576)   | 186. Sainte-Marguerite-de-Viette (14616)               | 187. Sainte-Marguerite-des-Loges (14615)  | 188. Surville (14682)                  |
| 189. Thiéville (14688)                   | 190. Tordouet (14693)                                  | 191. Tortisambert (14696)                 | 192. Touques (14699)                   |
| 193. Tourgéville (14701)                 | 194. Tourville-en-Auge (14706)                         | 195. Trouville-sur-Mer (14715)            | 196. Valsemé (14723)                   |
| 197. Vaudeloges (14729)                  | 198. Vauville (14731)                                  | 199. Victot-Pontfol (14743)               | 200. Vieux-Bourg (14748)               |
| 201. Vieux-Pont-en-Auge (14750)          | 202. Villers-sur-Mer (14754)                           | 203. Villerville (14755)                  | 204. Équemauville (14243)              |